# باكو علم الثامن
باكو علم الثامن (بالإندونيسية: Paku Alam VIII، ولد 10 أبريل 1910م - 11 سبتمبر 1998م) كان ثاني حاكم ليوغياكارتا. كان ابن باكو علم السابع وغوستى بندارا رادن أيو ريتينو بويوسو.
انضم إلى عرش إمارة باكوعلمان في 12 أبريل 1937 بالاسم الرسمي كانجينج جستي بانجيران أديباتي آريا باكو علم الثامن. ويعود تاريخ باكوعلمان إلى عام 1812 وهي مستحاطة داخل سلطنة يوجياكرتا.
توفي وهو في منصبه حاكم ليوغياكارتا في عام 1998، ودفن في مقبرة الأسرة في جيريغوندو.
باكو علم الثامن كان شخصية رئيسية في النضال من أجل الاستقلال. أدت مساهمته إلى جانب مساهمة الحاكم هامينغكوبوونو التاسع، إلى اكتساب يوجياكارتا المنطقة كمنطقة خاصة حيث يعمل السلطان والأمير على التوالي كمحافظ ونائب حاكم مدى الحياة.

## روابط خارجية
- باكو علم الثامن على موقع أوليمبيديا (الإنجليزية)